# 석영반암

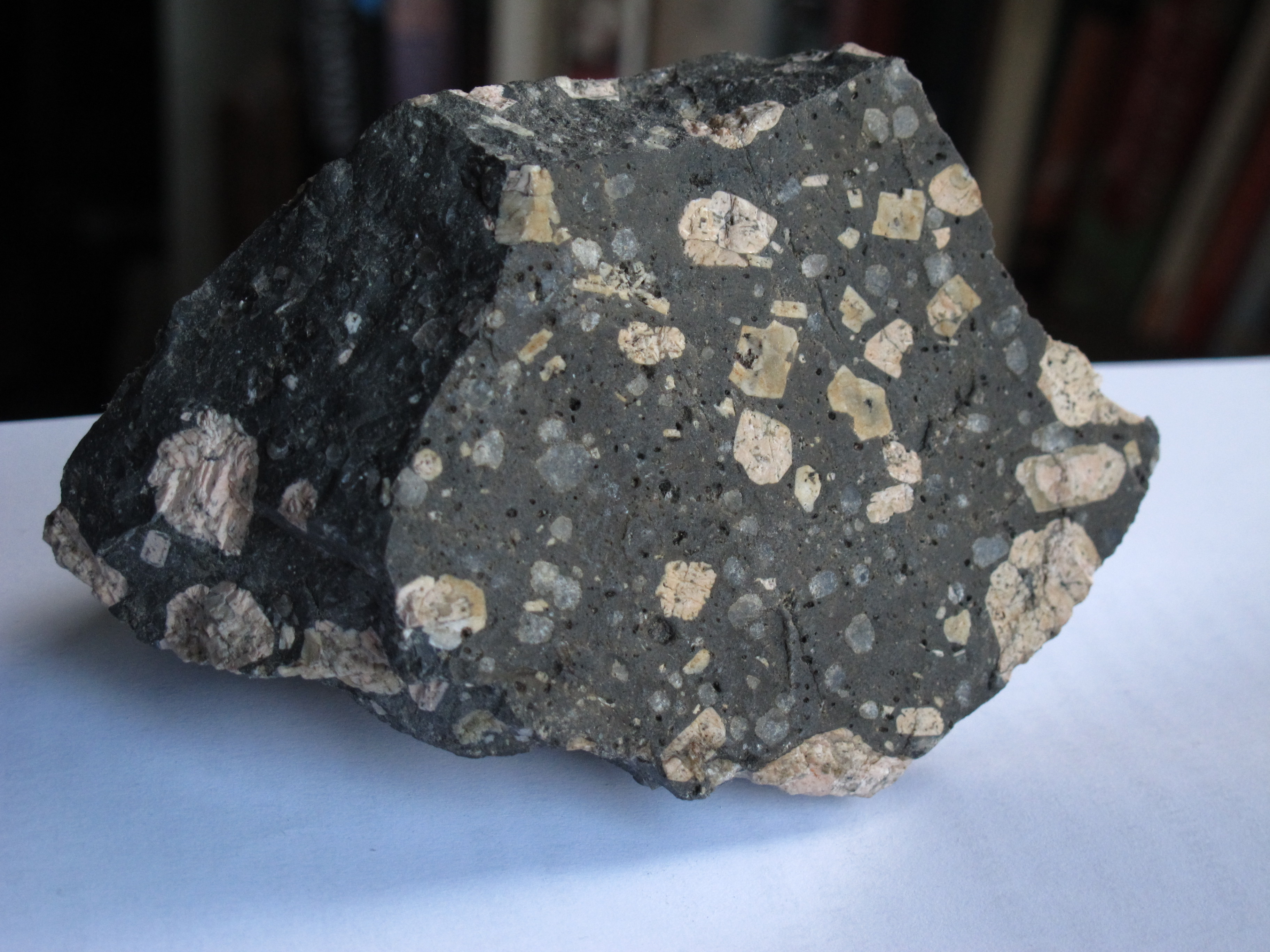
석영반암

석영반암(石英班岩, Quartz Porphyry)은 석영과 장석으로 구성된 대립암이 미세한 기반암 속에 묻혀있는 이산화 규소(SiO2)를 가진 화강암의 일종이다.

## 생성 과정과 특징
석영반암은 화산 작용 또는 화강암이 냉각되는 과정에서 형성된다. 일반적으로 밝고 투명한 석영 결정이 잘 보이며, 입자의 크기가 일정하고 균일하게 분포되어 있다. 질감은 매우 단단하고 밀도가 높으며, 저항성이 강하다.

## 유용성
석영반암은 매우 강도가 높고 내화성이 우수하고, 벽돌, 석고 등의 건축 자재와 함께 많이 사용된다. 또한 자연스럽게 매끄러운 표면과 균일한 결정 구조 때문에, 장식을 위한 돌로도 인기가 있어 인테리어나 조경 디자인에서도 많이 활용된다.